# Anna Maria Leśniewska
Anna Maria Leśniewska (ur. 1962) – polska historyczka sztuki, krytyczka, kuratorka wystaw, nauczycielka akademicka.

## Życiorys
Od 2006 pracuje jako adiunkt w Państwowej Wyższej Szkoły Filmowej, Telewizyjnej i Teatralnej w Łodzi. Prowadziła zajęcia na studiach podyplomowych w Instytucie Sztuki PAN (Historia sztuki i współczesna kultura wizualna) oraz Polski i międzynarodowy rynek sztuki w Akademii Finansów i Biznesu Vistula w Warszawie (2016). Realizowała badania nad sztuką przestrzeni w Pracowni Plastyki Współczesnej Instytutu Sztuki PAN (1988–1994), a następnie w Muzeum Narodowym w Warszawie (1987–1988; 1994–2002).
W 2014 otrzymała doktorat w Instytucie Sztuki PAN na podstawie rozprawy pt. Nowe miejsce rzeźby w sztuce polskiej lat 60. XX w., jako wyraz przemian w sztuce przestrzeni, która została napisana pod kierunkiem dr hab. Joanny Sosnowskiej, prof. IS PAN.
Jej specjalnością naukową jest historia rzeźby. Jest członkinią Międzynarodowego Stowarzyszenia Krytyków Sztuki AICA. Pełniła funkcję przewodniczącej Rady Muzeum im. A. i J. Iwaszkiewiczów w Stawisku w latach 2000–2004). Jest autorką tekstów o sztuce (ok. 60 artykułów) m.in. dla „Czasu kultury” (Poznań), „Exit. Nowa Sztuka w Polsce. New Art in Poland” (Warszawa), „Formatu” (Wrocław).

## Publikacje
- Przeczytać rzeźbę. Antologia polskiego piśmiennictwa o rzeźbie z lat 1957–1981, 2019 (współredakcja)[13]
- Mieczysław Jahoda. Fenomeny światła, 2019 (współautorstwo)[14]
- Henryk Morel: oscylacje, 2018 (współredakcja)[15]
- Nowe miejsce rzeźby w sztuce polskiej lat 60. XX wieku jako wyraz przemian w sztuce przestrzeni, 2016[16]
- Magdalena Więcek: Działanie na oko, 2016 (redakcja katalogu)[17][18]
- Magdalena Więcek. Przestrzeń jako narzędzie poznania (katalog), 2013[19]
- Barbara Zbrożyna: rzeźba, 2006[20][21]
- Puławy 66 : I Sympozjum Artystów Plastyków i Naukowców, 2006[22]
- Antoni Mikołajczyk, 1998 (katalog)
- Henryk Morel 1937–1968. Rzeźba, rysunek, kompozycja przestrzenna, 1997 (redakcja katalogu)[23]

## Wystawy
- 2021 – Rzeźba w poszukiwaniu miejsca, Zachęta Narodowa Galeria Sztuki[24]
- 2016 – Magdalena Więcek. Działanie na oko, Zachęta Narodowa Galeria Sztuki[25]
- 2008 – Barbara Zbrożyna. Figury nasłonecznione, Zachęta Narodowa Galeria Sztuki[26]